# Municipio de Reilly (Kansas)
El municipio de Reilly (en inglés: Reilly Township) es un municipio ubicado en el condado de Nemaha en el estado estadounidense de Kansas. En el año 2010 tenía una población de 106 habitantes y una densidad poblacional de 1,13 personas por km².

## Geografía
El municipio de Reilly se encuentra ubicado en las coordenadas 39°36′21″N 95°56′54″O / 39.60583, -95.94833. Según la Oficina del Censo de los Estados Unidos, el municipio tiene una superficie total de 93.41 km², de la cual 93,21 km² corresponden a tierra firme y (0,22 %) 0,2 km² es agua.

## Demografía
Según el censo de 2010, había 106 personas residiendo en el municipio de Reilly. La densidad de población era de 1,13 hab./km². De los 106 habitantes, el municipio de Reilly estaba compuesto por el 94,34 % blancos, el 0,94 % eran amerindios, el 0,94 % eran asiáticos, el 0,94 % eran de otras razas y el 2,83 % eran de una mezcla de razas. Del total de la población el 1,89 % eran hispanos o latinos de cualquier raza.